# خورشید همچنان می‌دمد
خورشید همچنان می‌دمد (به انگلیسی: The Sun Also Rises) رمانی است اثر ارنست همینگوی، نویسندهٔ نامدار آمریکایی که در سال ۱۹۲۶ منتشر شد. این کتاب یکی از آثار مشهور ادبی جهان است. محور داستان مسافرت گروهی آمریکایی و انگلیسی مقیم فرانسه از «نسل گم شده» به اسپانیا برای دیدن فستیوال گاوبازی پامپلونا است. راوی داستان مردی است که بر اثر زخمی از دوران جنگ جهانی اول عقیم شده‌است. مشتزنی یهودی و مردی ثروتمند از اعضای دیگر گروه‌اند. وجود زنی جذاب در این گروه موجب رقابت و درگیری بین اعضای گروه می‌شود. همینگوی از این درگیری استفاده می‌کند تا نگاهی عمیق‌تر به مسایلی مانند عشق، مرگ، زندگی و علایق مردانه بیندازد.
این کتاب از پرفروش‌ترین و مهم‌ترین آثار همینگوی محسوب می‌شود. در سال ۱۹۸۳، روزنامه نیویورک تایمز گزارش کرد که این کتاب از سال ۱۹۲۶ تا آن سال همه ساله تجدید چاپ می‌شده‌است.
امیرمعظمی یکی از منتقدان ادبی میگوید: «این کتاب روایت روزگار  سخت مردمی ست که آثار جنگ‌های جهانی اول و دوم بر زندگی‌شان سوار شده است. روزگاری که مردم اروپا درگیر بیهودگی و روحیه هایی خراب و بیماری های پنهان روانی شده بودند. جالب است که پس از انتشار این کتاب مادر ارنست به او می‌گوید چرا این کتاب مبتذل را نوشته‌ای؟ حال آنکه مادر ارنست نمی‌دانست همینگوی بیهوده‌زیستن را  در عصر خود که ناشی از آسیب های  جنگ جهانی اول و دوم بود، به شیوه ای عریان و البته هنرمندانه به تصویر کشیده است به طوری که خواننده هنگام مطالعه ی این رمان ، احساس می کند چقدر زندگی شخصیت های داستان کسل کننده و یکنواخت است به گونه ای که هرکدام از آن ها می خواهند به وسیله ی کافه، زن و مشروب خود را از یکنواختی و روزمرگی شدید نجات دهد. چیزی که نه تنها همینگوی بلکه نویسندگان دیگری که در آن عصر زندگی می کرده اند مثل آلبر کامو نیز همین بحران روحی را در آثار خود به تصویر کشیده اند.»

## فیلم
فیلمی بر اساس این داستان به سال ۱۹۵۷ و با بازی اوا گاردنر و ارول فلین ساخته شده‌است.

## شخصیت‌ها
جیکوب- راوی داستان که در طی جنگ آسیب دیده و برای درمان به بیمارستان منتقل می‌شود. او در بیمارستان با پرستاری به نام برت آشنا می‌شود و عاشق او می‌شود. در زمان تعریف داستان او خبرنگاری در شهر پاریس است.
رابرت کوهن- نویسنده آمریکایی که دوران دانشجویی قهرمان بوکس شده‌است. رابرت از دوستان جیک است. او نیز عاشق برت شده.
برت- زن اشراف‌زاده و خوشگذران که از همسر خود طلاق گرفته و نامزد مایکل می‌باشد.
مایکل- اشراف زاده دائم الخمر اسکاتلندی که ورشکسته شده و نامزد برت می‌باشد.

## عنوان فارسی
برخی معتقدند که عنوان کتاب به فارسی زیاد به مفهوم موردنظر همینگوی نزدیک نیست و عنوان خورشید نیز طلوع می‌کند را برای ترجمه فارسی این کتاب پیشنهاد کرده‌اند.
- این کتاب با عنوان خورشید همجنان می‌دمد در ایران (قبل از انقلاب) ترجمه شده بود.
- این کتاب در سال ۱۳۹۳ توسط نشر افق با نام زیر آفتاب هیچ چیز تازه نیست منتشر شد.[۵]